# دانيال ويزلي
دانيال ويزلي هو عامل كهربائي كندي، ولد في 1981 في وايت روك في كندا.

## وصلات خارجية
- Daniel Wesley على موقع ميوزك برينز (الإنجليزية)